# Branicki-Palast (Białystok)

Branicki-Palast

Der Branicki-Palast (polnisch Pałac Branickich) ist ein Schloss in Białystok, der Hauptstadt der polnischen Woiwodschaft Podlachien. Er erhielt aufgrund äußerlicher Ähnlichkeiten schon im 18. Jahrhundert den Spitznamen „Versailles des Nordens“.

## Geschichte
Gegründet um 1440:16 und erwähnt erstmals 1514 als Besitz eines Mikołaj Michnowicz Raczkowicz gelangte das Gut an den älteren Piotr Wiesiołowski, Magnaten des Großherzogtums Litauen. Dessen Sohn, Piotr der Jüngere, folgte als Herr des rund 75 włóka (1600 ha, davon 300 bewirtschaftet):43 umfassenden Besitzes, bewirtschaftet von 162 bäuerlichen Haushalten.

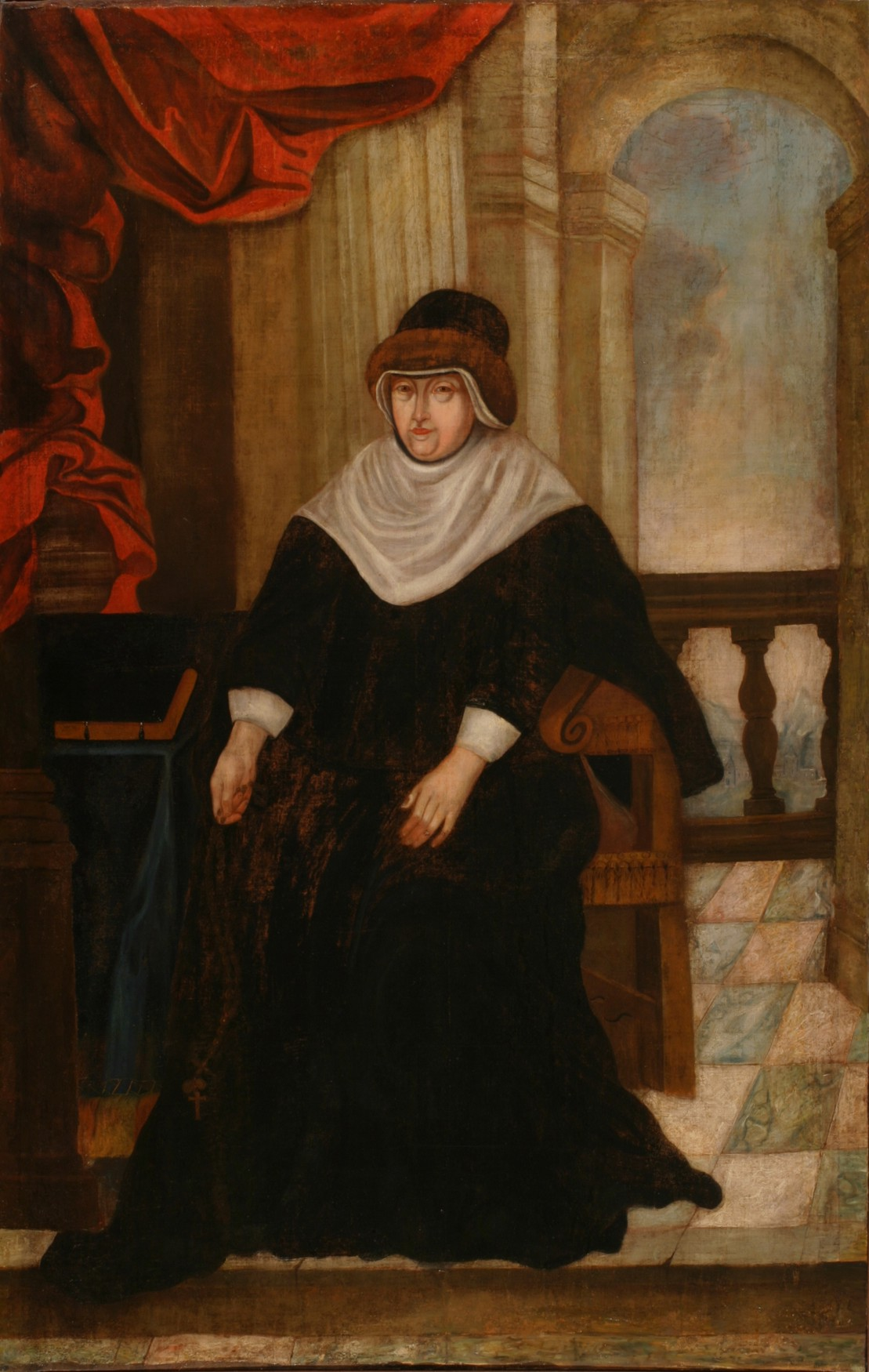
Aleksandra Wiesiołowska, letzte Vertreterin der Familie

Piotr stiftete auch 1617 eine erste steinerne (Wehr-)Kirche aus Backstein am Ort eines früheren Holzbaus, vollendet 1626.:49 1645 wird ein erstes backsteinernes Gutshaus mit italienischem Garten erwähnt, erbaut wohl Anfang des Jahrhunderts.:107ff  Nach dem Erlöschen der Wiesiołowskis gelangte das Gut nach mehrfachem Besitzerwechsel in Folge des Schwedeneinfalls an Stefan Czarniecki und, über dessen Tochter Katarzyna Aleksandra Branicka, Jan Klemens Branicki, Marschall des litauischen Fürstentums. Dieser zeigte allerdings wenig Interesse an den Besitzungen in Białystok. Anders sein Sohn Stefan Mikołaj, der nach Auszahlung verschiedener Erbanwärter (u. a. eines Jan Henryk Altenbockum) alleiniger Herr des Guts wurde.:21 1692 erlangte der damals kleine Flecken Białystok die formalen Stadtrechte.:55

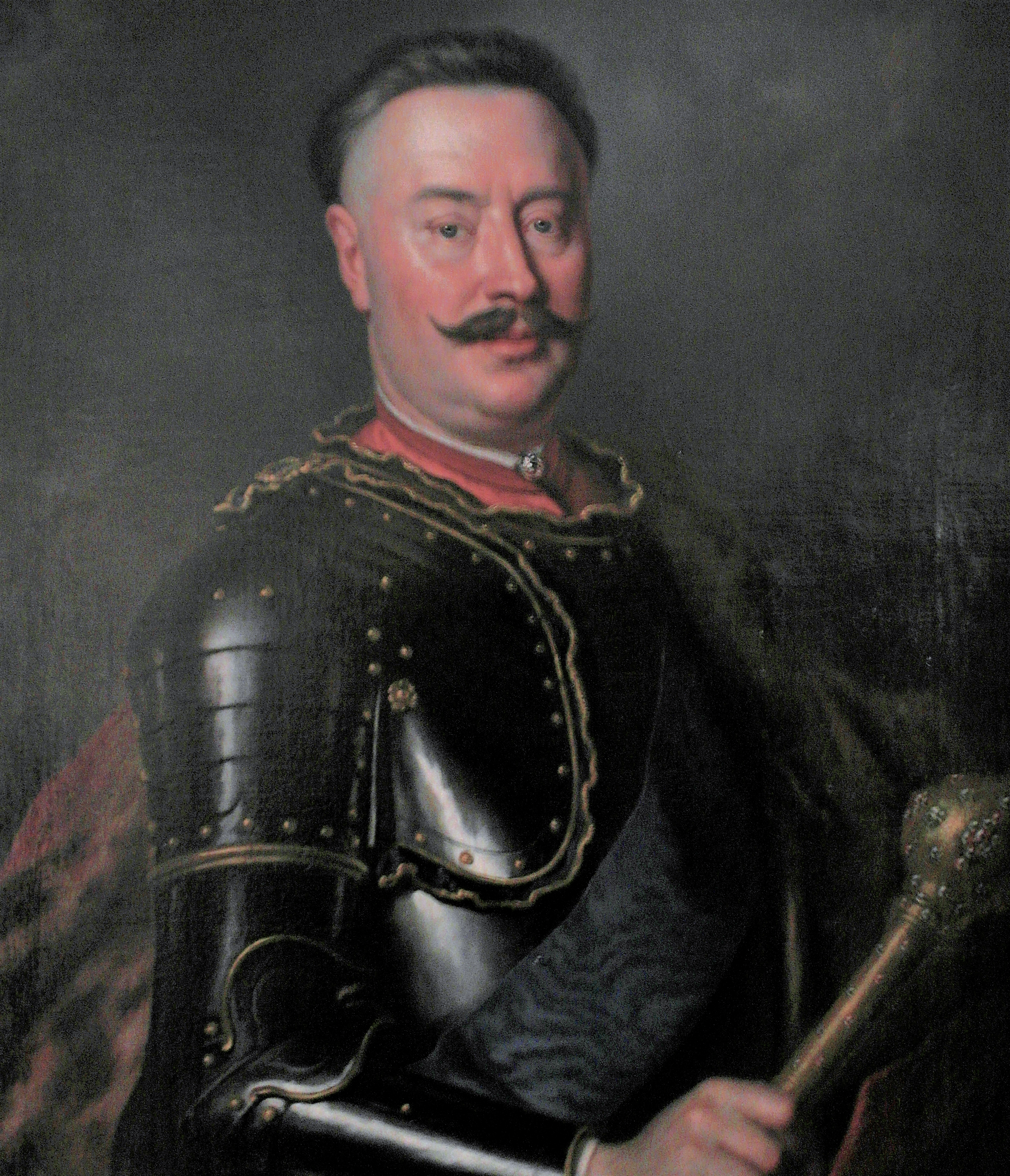
Jan Klemens Branicki
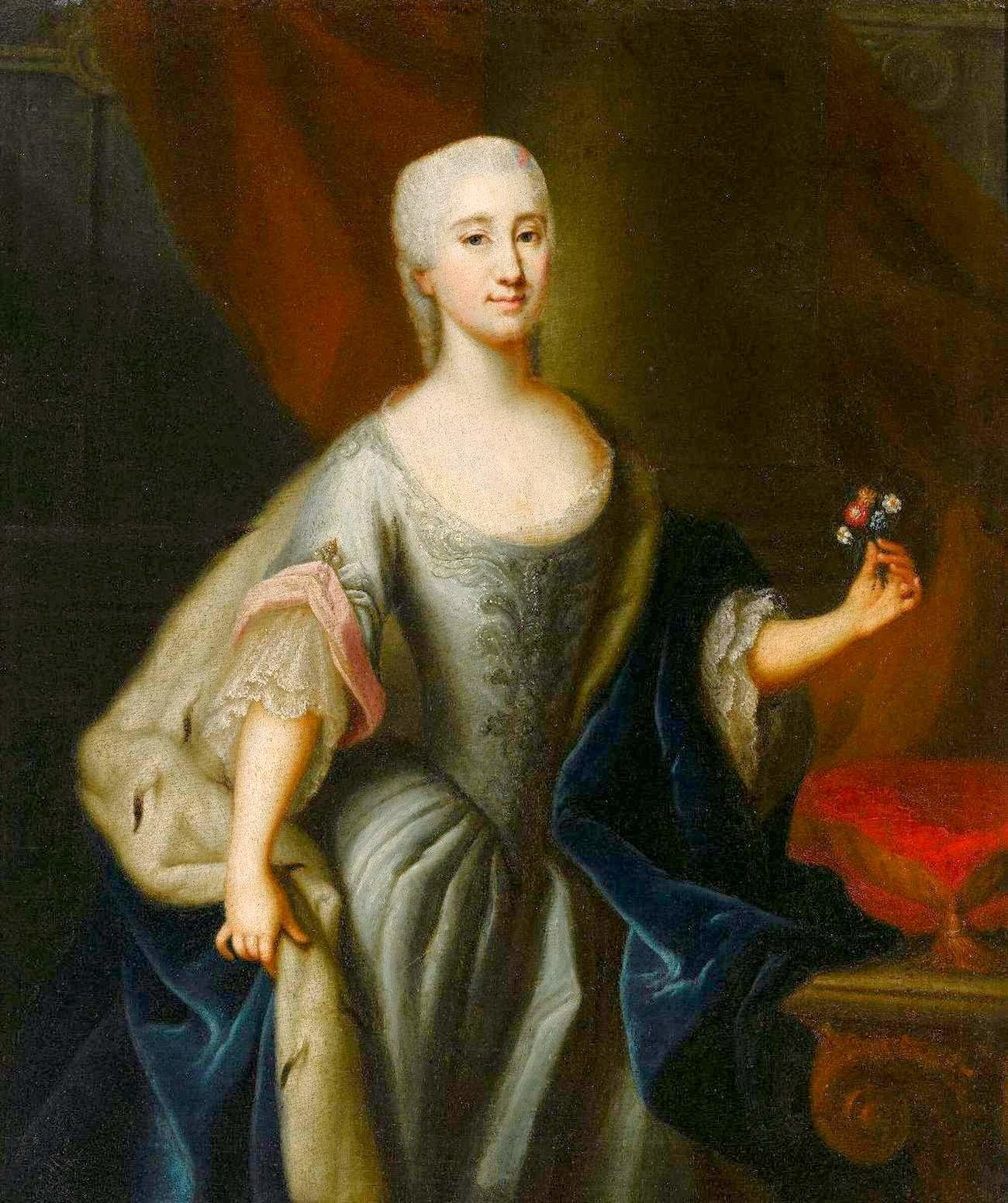
Izabela Branicki

Stefan Mikołai begann Ende des Jahrhunderts mit Planungen für den Bau eines neuen Palasts im Barockstil. Allerdings kam dem Unterfangen der Große Nordische Krieg in die Quere: sächsische wie schwedische Truppen plünderten Białystok und zwangen Stefan zeitweilig zum Exil in Preußen.:61 1710–11 folgte eine Choleraepidemie; 1713 gab es nur noch 97 steuerzahlende Haushalte in der Gemeinde. Die Situation besserte sich langsam, nachdem August der Starke der Stadt 1723 die Marktrechte verliehen hatte. 1718 war für die örtliche jüdische Gemeinde eine erste Synagoge erbaut worden.

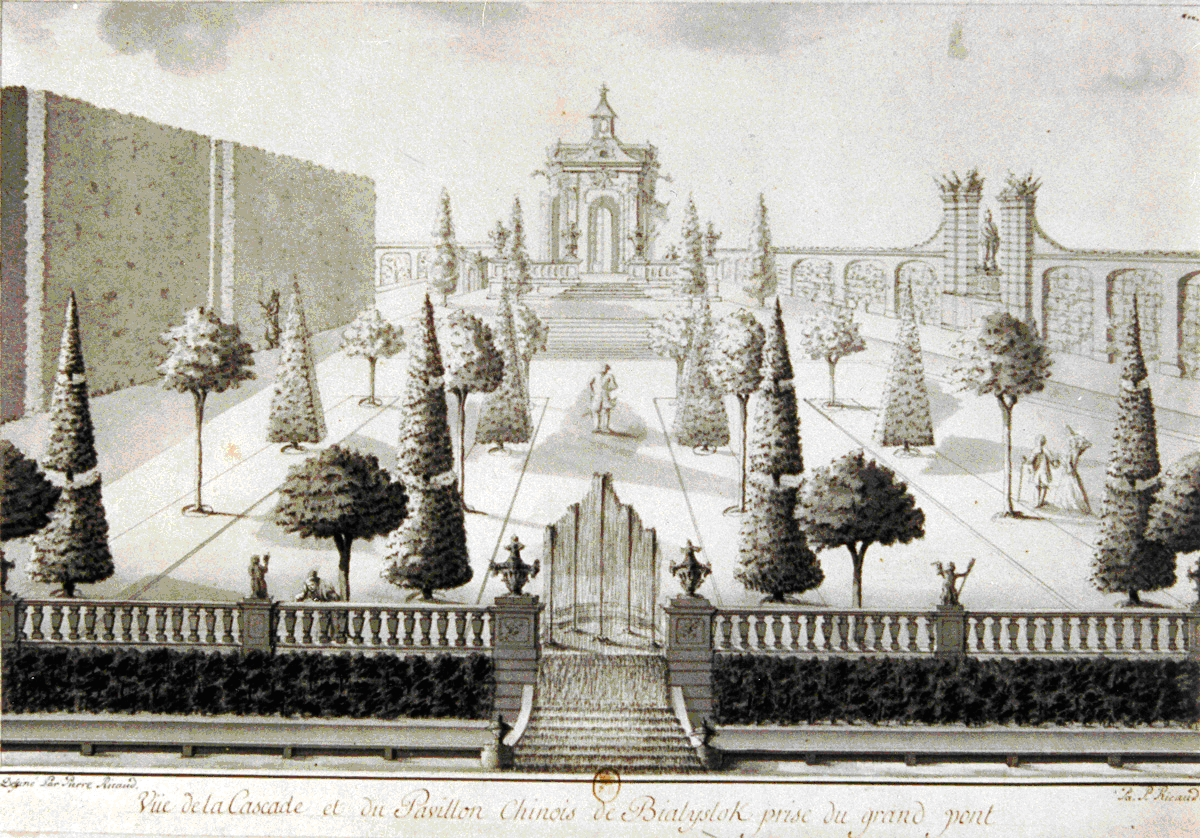
Chinesischer Pavillon

 Nach Stefans Tod 1709 ging der Besitz an dessen minderjährigen Sohn über, den späteren Hetman des Polnisch-Litauischen Reichs Jan Klemens (Kazimierz) Branicki, der die Verwaltung 1720 offiziell übernahm.:21 Jan Klemens, zusammen mit seiner dritten Frau und Herrin des Anwesens, Izabela Poniatowska Branicka (1730–1808), errichteten die heute zu besichtigenden Anlagen. Zu den Besuchern zählten neben König August Reisende und Schriftsteller der Zeit, darunter Ernest Ahasverus von Lehndorff, Johann III Bernoulli und William Coxe, die den Palast geschätzt zu haben scheinen.:72–73 Nach Jans Tod 1771 verwaltete Izabela den Besitz, an dem sie Nutzungs- aber keine Eigentumsrechte besaß.:181ff  Nach der ersten polnischen Teilung 1772 meist außerhalb in Warschau oder Krakau wohnhaft, beglich sie die erheblichen Schulden ihres Mannes und beschränkte sich vor allem auf den Erhalt des Anwesens. Nach der Angliederung an Preussen im Zuge der dritten polnischen Teilung nach 1795 bewirkte sie die Wahl Białystoks als Haupt- und Garnisonsstadt der Provinz, sehr zu dessen wirtschaftlichem Vorteil.:194–198 Unter Friedrich Willhelm III. wurde Stadt und Anwesen 1803 an Preussen verkauft, fiel allerdings nach der preussischen Niederlage 1807 auf Betreiben Napoleons an Russland, wo es über 100 Jahre verblieb. 1809, nach dem Tode Izabelas kaufte der russische Kaiser Alexander I. das Anwesen.

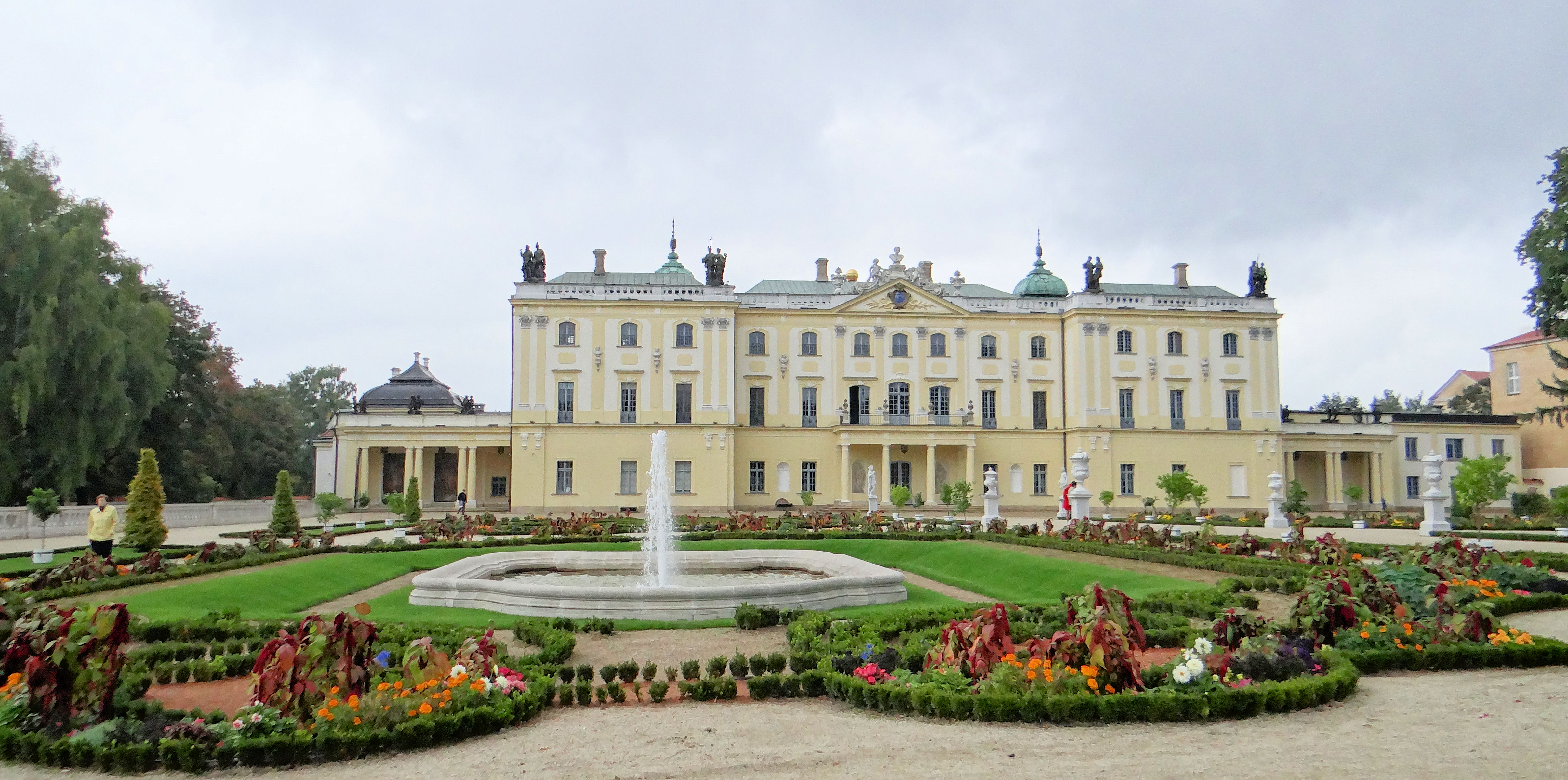
Gartenfassade des Branicki-Palasts

Die Besetzung durch Russland endete in der polnischen Unabhängigkeit 1918 nach dem Polnisch-Sowjetischen Krieg. Der Branicki-Palast diente hier kurzzeitig als Hauptquartier des Provisorischen Polnischen Revolutions-Komitees unter Julian Balthasar Marchlewski. Im Zweiten Weltkrieg wurde das Anwesen zu 70 % durch Bombardierungen der Wehrmacht sowie die nachrückende Rote Armee zerstört. Seit den Jahren 1946 bis 1960 erfolgt der Wiederaufbau, zuletzt die Rekonstruktion historischer Innenräume.

## Palast und Garten

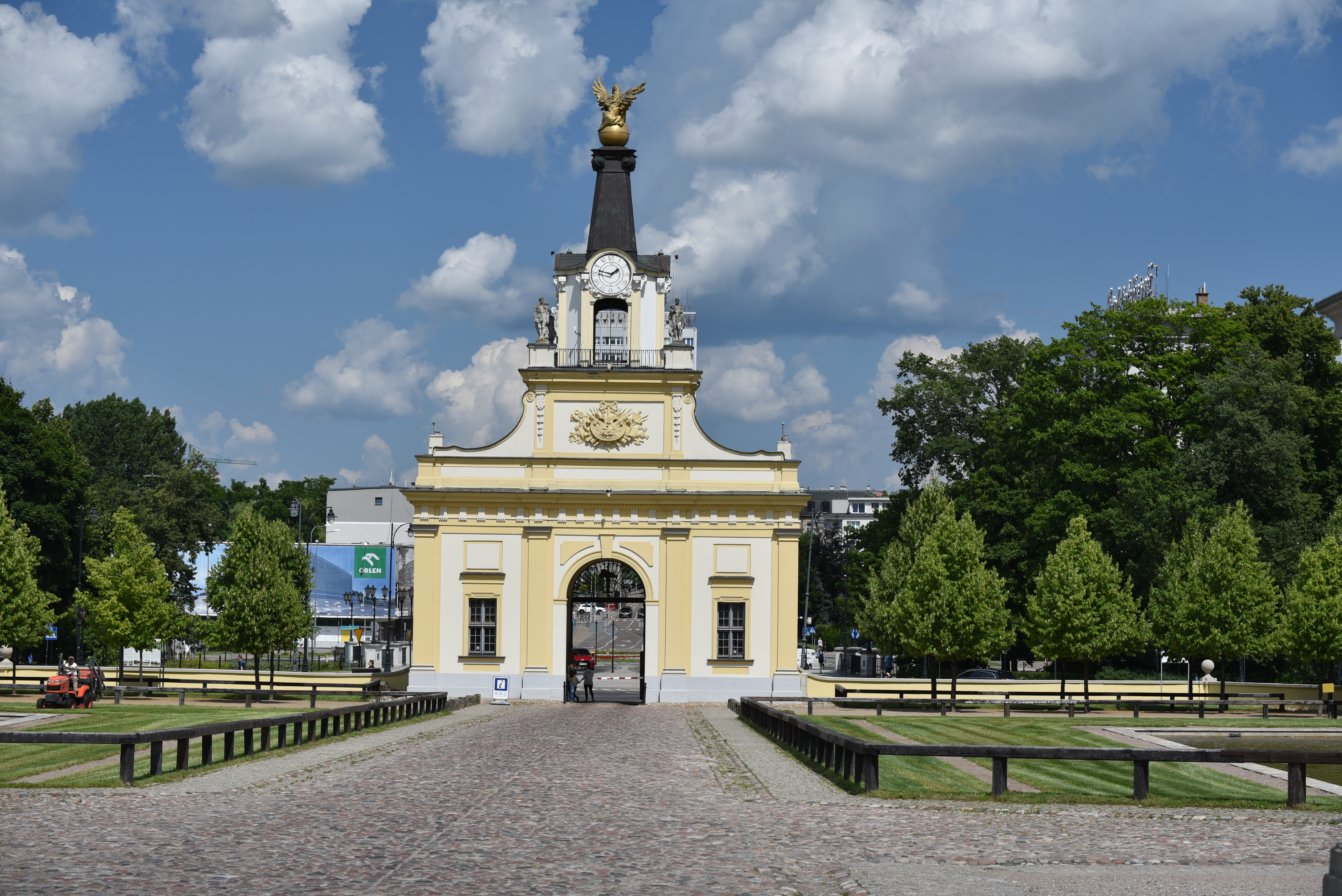
Torhaus

In der ersten Bauphase 1691–1697 unter Tylman van Gameren ein zweigeschossiger Bau mit Walmdach, Garten und Torhaus errichtet. Ab 1620 beschloss dann der neue Schlossherr die Verpflichtung von Johann Sigmund Deybel von Hammerau: der Barockbau sollte mit einem dritten zu Stock erweitert, ein Ehrenhof hinzugefügt und die Gärten ausgebaut werden. Ionische Säulen und ein Tymphanon im französischen Stil wurden auf der Gartenseite hinzugefügt sowie ein Torhaus, das später direkt am Eingang durch einen Neubau von Jan Henryk Klimm ersetzt wurde.

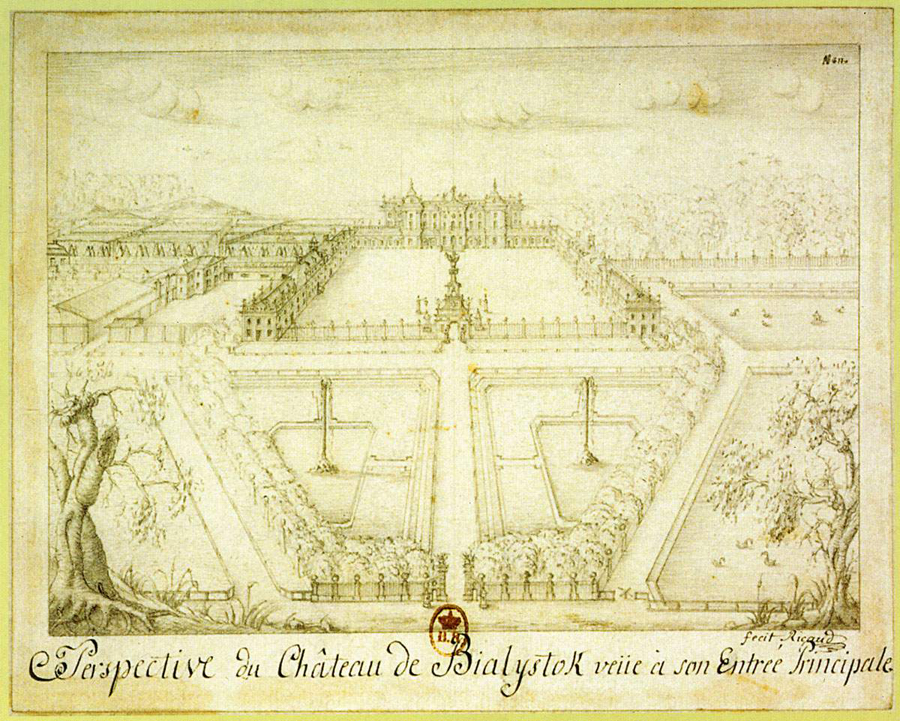
Ehren- und Vorhof mit dem Torhaus dazwischen

Ab 1750 übernahm Giacomo Fontana den weiteren Ausbau. Nun im Rokokostil wurde der Innenraum mit Verputz dekoriert, der Eingangsbereich neugestaltet sowie die Fenster verlängert (sog. porte-fenêtre).
Zu dieser Zeit gab es noch etliche weitere Außengebäude: eine Orangerie und ein Gewächshaus sowie verschiedene Pavillons und sogar ein Theater, das erste seiner Art in Polen, das allerdings schon im 19. Jahrhundert abgerissen wurde.:132
Der Garten hat einen italienischen und einen englischen Teil. Dem französischen Original nachempfunden sind barocke Statuen verschiedener griechischer Gottheiten von Jan Chrysostom Redler zu sehen, darunter die monumentalen Herkules kämpft gegen den Drachen und Herkules kämpft gegen die Hydra.

## Der Branicki-Palast heute
Das Schloss wird derzeit von der Medizinischen Universität Białystok genutzt.
Seit der Jahrtausendwende findet ein Wiederaufbau einzelner Außengebäude sowie Renovierungen im Inneren, u. a. mit Geldern der EU statt.